# Unleash the Fire
Unleash the Fire —en castellano: Desata el fuego— es el decimoquinto álbum de estudio de la banda estadounidense de heavy metal Riot y fue publicado en el año de 2014 por Marquee Inc./Avalon en Japón y Evolution Music en Corea del Sur y será lanzado en América y Europa por Steamhammer Records en el mismo año.  Es el primer disco del grupo desde la muerte del guitarrista y fundador Mark Reale.

## Grabación y publicación
El álbum fue grabado en el año 2014 y fue producido por la agrupación y Joshua Block. En este disco entraron dos nuevos integrantes: el vocalista Todd Michael Hall, el baterista Frank Gilchriest y el guitarrista Nick Lee por la salida de Tony Moore, Bobby Jarzombek y el fallecimiento de Reale.  Mike Flyntz, guitarrista del grupo, mencionó lo siguiente: 

«Este álbum es dedicado para Mark Reale. Estoy muy orgulloso de él. Hemos hecho una gran producción con poco presupuesto. Cuando salga a la venta, escucharán el espíritu de Mark. No pudimos haber terminado este disco sin la ayuda de nuestros seguidores y, por supuesto, el apoyo de Tony Moore».

 Las canciones «Immortal» y «Until We Meet Again» fueron dedicadas a la memoria de Mark Reale.
La publicación de Unleash the Fire se realizó primero en Corea del Sur y Japón, en el mes de agosto de 2014,  mientras que en los continentes americano y europeo se lanzará al mercado en octubre del mismo año.

## Recepción
Como había sucedido con sus últimas producciones de estudio, Unleash the Fire logró entrar en los listados de éxitos japoneses, llegando al 77.º lugar en el Oricon Albums Charts.

## Lista de canciones
| Versiones surcoreana y japonesa |                          |                                 |          |  |
| N.º                             | Título                   | Escritor(es)                    | Duración |  |
| 1.                              | «Ride Hard, Live Free»   | Don Van Stavern                 | 4:44     |  |
| 2.                              | «Metal Warrior»          | Don Van Stavern                 | 4:41     |  |
| 3.                              | «Fall From the Sky»      | Todd Michael Hall / Mike Flyntz | 5:09     |  |
| 4.                              | «Bring the Hammer Down»  | Hall / Van Stavern              | 4:28     |  |
| 5.                              | «Unleash the Fire»       | Hall / Van Stavern              | 4:07     |  |
| 6.                              | «Land of the Rising Sun» | Don Van Stavern                 | 4:03     |  |
| 7.                              | «Kill to Survive»        | Flyntz / Frank Gilchriest       | 5:10     |  |
| 8.                              | «Return of the Outlaw»   | Hall / Van Stavern              | 3:52     |  |
| 9.                              | «Immortal»               | Hall / Van Stavern              | 4:22     |  |
| 10.                             | «Take Me Back»           | Hall / Flyntz                   | 4:26     |  |
| 11.                             | «Fight Fight Fight»      | Hall / Van Stavern              | 4:32     |  |
| 12.                             | «Until We Meet Again»    | Hall / Flyntz                   | 6:33     |  |

| Canción extra |                          |                          |          |  |
| N.º           | Título                   | Escritor(es)             | Duración |  |
| 13.           | «Thundersteel» (en vivo) | Van Stavern / Mark Reale | 4:24     |  |
| 1:00:31       |                          |                          |          |  |

## Créditos

### Riot
- Todd Michael Hall — voz.
- Mike Flyntz — guitarra
- Nick Lee — guitarra
- Don Van Stavern — bajo.
- Frank Gilchriest — batería.

### Personal de producción
- Riot — productor.
- Joshua Block — productor, ingeniero de audio, mezcla y masterización.
- Mariusz Gandzel — trabajo de arte.
- Sean Ageman — fotógrafo.

## Posicionamiento
| Año  | País  | Lista               | Posición máxima |
| ---- | ----- | ------------------- | --------------- |
| 2014 | Japón | Oricon Albums Chart | 77.º            |